# Alcirona indica
Alcirona indica là một loài chân đều trong họ Corallanidae. Loài này được Nierstrasz miêu tả khoa học năm 1931.